# Paul de Chastonay
Paul de Chastonay SJ (* 13. September 1870 in Sierre, Wallis; † 5. November 1943 in Sonvico, Tessin) war ein Schweizer Jesuit, Publizist und Seelsorger.

## Familie
Paul de Chastonay war der Sohn des katholisch-konservativen Juristen und Walliser Politikers Victor de Chastonay. Sein Bruder Joseph de Chastonay, ebenfalls Jurist und Politiker, war Gründer der Crédit Sierrois und der katholischen Zeitung „Patrie valaisanne“.

## Leben
Paul de Chastonay studierte nach Schulbesuch der Stiftsschule Kloster Einsiedeln, wo er Caspar Melliger kennenlernte, zunächst ein Jahr Rechtswissenschaften. 1891 trat er der Ordensgemeinschaft der Gesellschaft Jesu im niederländischen Blijenbeek bei. Er studierte von 1893 bis 1896 Philosophie in Blijenbeek und in Valkenburg und war anschliessend Erzieher am Jesuitenkolleg Stella Matutina im österreichischen Feldkirch. Von 1901 bis 1905 beendete er seine Ausbildung mit dem Studium der Katholischen Theologie an der Theologischen Fakultät der Jesuiten im niederländischen Valkenburg. 1904 empfing er die Priesterweihe.
Paul de Chastonay war zunächst im Orden tätig und leitete von 1907 bis 1912 das Noviziat in Feldkirch. 1912 wurde er Superior in München und leitete die Redaktion der jesuitischen Monatszeitschrift Stimmen der Zeit. Von 1913 bis 1915 unterstützte er zudem Joseph Alexis Joye SJ, den Provinzial der Deutschen Provinz. 1915 wurde er Rektor des zentralen Studienkollegs in Valkenburg.
1918 ernannte man Chastonay, als Nachfolger von Paul de Mathies (1868–1924), zum Universitätsseelsorger in Zürich, wo er den Verband der katholischen Studenten- und Akademikerseelsorge gründete, später auch ein Netzwerk für katholische Absolventen, das als „Club Felix“ bekannt wurde. Er engagierte sich als Autor in der Schweizerischen Rundschau. 1921 wurde er Oberer des Missio Helvetica, des schweizerischen jesuitischen Verbandes. Ab 1928 baute er als erster Jesuit in Bern die katholische Studenten- und Akademikerseelsorge auf. 1931 bis zu seinem Tod 1943 lebte er eher zurückgezogen als Hausseelsorger im katholischen Viktoriaspital Bern.
Er war Mitglied der katholischen Studentenverbindung AV Turicia Zürich im Schw. StV.

## Schriften
- Der Katholizismus im Kulturleben der Schweiz. Walter, Olten 1927.
- Die Satzungen des Jesuitenordens. Werden, Inhalt, Geistesart. Benziger, Köln/Einsiedeln 1938.
- Im Val d'Anniviers. Räber, Luzern 1939.
- Kardinal Schiner. Führer in Kirche und Staat. Schweizer Bücherfreunde, Zürich 1939.
- Das Leben des Walliser Paters Peter Roh 1811–1872. Walter, Olten 1940.
- Introibo. Ein Priesterbuch; Lesungen und Erwägungen über das Missale. Benziger, Köln/Einsiedeln 1941.